# Bergský kokrháč
Bergský kokrháč je staré německé plemeno slepice.

## Původ plemene
Bergští kokrháči byli vyšlechtěni v Bergském regionu v Německu z balkánských dlouhokokrhajících plemen, které byly do Německa dovezeny ve středověku.

## Popis

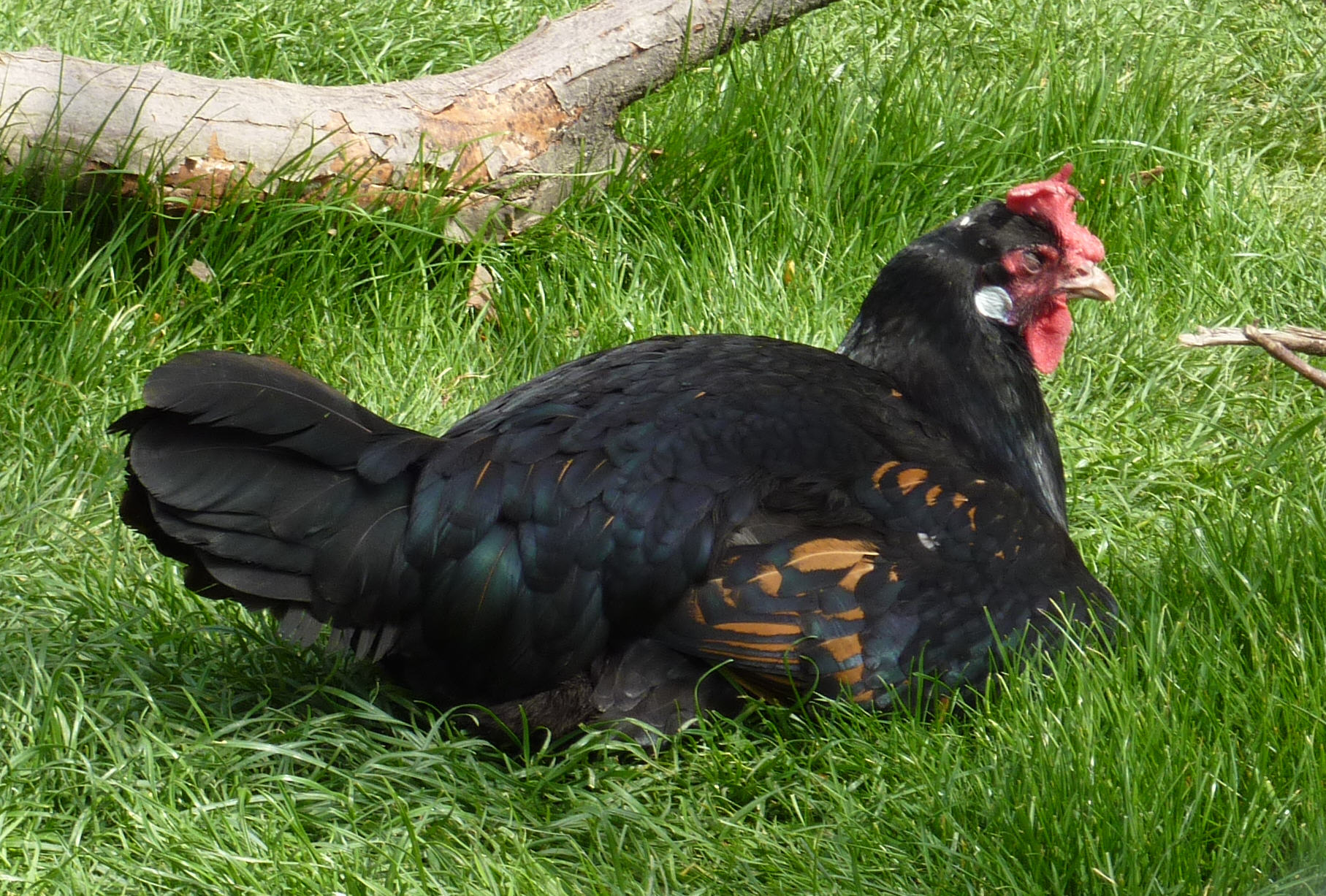
Slepice bergského kokrháče

Bergský kokrháč je chován v černém barevném rázu, část peří na krku a na křídlech je zlatě žlutá. Kohout má zlatožluté peří na krku a v závěsu. Slepice jsou dobré nosnice, snáší 180 vajec ročně o hmotnosti 60 gramů.

## Kokrhání
Bergský kokrháč patří mezi dlouhokokrhající plemena. Kokrhání trvá průměrně 15 sekund.